# Renia hastatalis
Renia hastatalis là một loài bướm đêm trong họ Noctuidae.